# Santo Tomas (Isabela)
Santo Tomas è una municipalità di quinta classe delle Filippine, situata nella Provincia di Isabela, nella Regione della Valle di Cagayan.
Santo Tomas è formata da 27 baranggay:
- Ammugauan
- Antagan
- Bagabag
- Bagutari
- Balelleng
- Barumbong
- Biga Occidental
- Biga Oriental
- Bolinao-Culalabo
- Bubug
- Calanigan Norte
- Calanigan Sur
- Calinaoan Centro
- Calinaoan Malasin

- Calinaoan Norte
- Cañogan Abajo Norte
- Cañogan Abajo Sur
- Cañogan Alto
- Centro
- Colunguan
- Malapagay
- San Rafael Abajo
- San Rafael Alto
- San Roque
- San Vicente
- Uauang-Galicia
- Uauang-Tuliao